# Robert Balcke

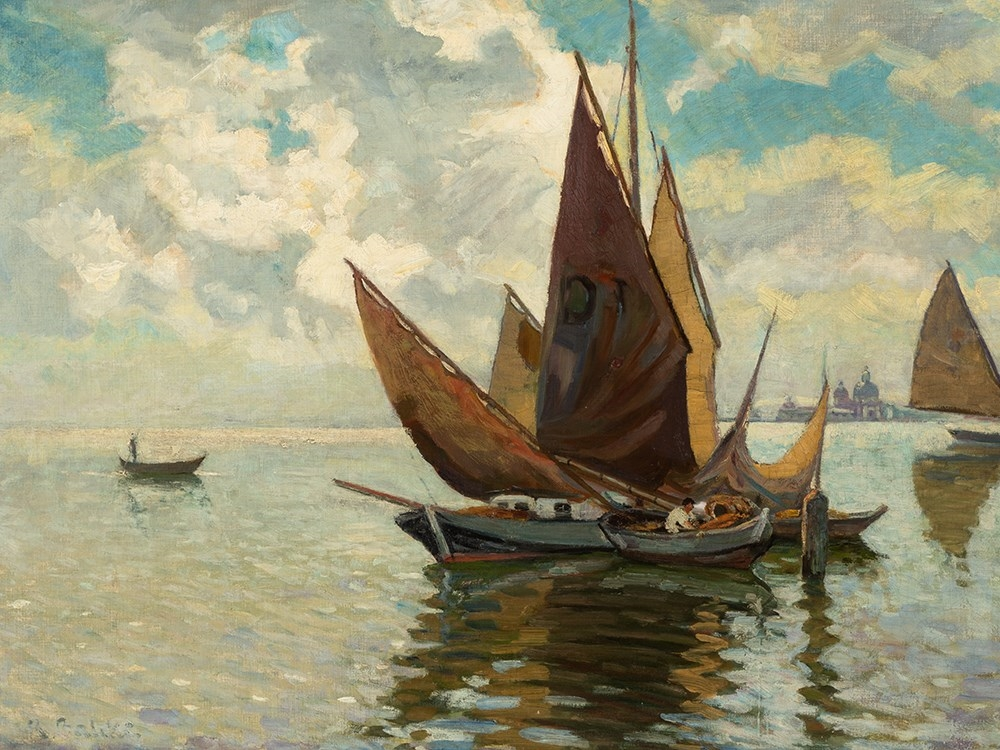
Bucht von Venedig

Robert Balcke (* 17. Februar 1880 in Schwiebus, Provinz Brandenburg; † 21. August 1945 in Berlin) war ein deutscher Genre-, Landschafts-, Porträt- und Interieurmaler sowie Illustrator.

## Leben
Balcke studierte von 1899 bis 1905 an der Kunstakademie Berlin bei Woldemar Friedrich und Joseph Scheurenberg. Außerdem war er Meisterschüler von Albert Hertel und Arthur Kampf. Dann ging er nach Düsseldorf und wurde Schüler von Eduard von Gebhardt. Balcke schuf unter anderem Bilder für diverse öffentliche Gebäude. 1905 kehrte er nach Schwiebus zurück. Er errichtete dort sein Atelier und malte Porträts. 1911 erhielt er den 1. Preis in einem Wettbewerb, der von Zeitschrift Die Gartenlaube ausgeschrieben worden war. 1912 siedelte er nach Spandau bei Berlin um. Nach dem Ersten Weltkrieg unternahm er eine Studienreise nach Italien.